# ساندرا نورمسالو
ساندرا نورمسالو (انگلیسی: Sandra Nurmsalu؛ زادهٔ ۶ دسامبر ۱۹۸۸) یک خواننده اهل استونی است. وی از سال ۲۰۰۴ میلادی تاکنون مشغول فعالیت بوده‌است.
وی که از اعضای گروه اوربان سمفونی بوده است در سال ۲۰۰۹ به همراه این گروه در مسابقه آواز یوروویژن شرکت کرده است.

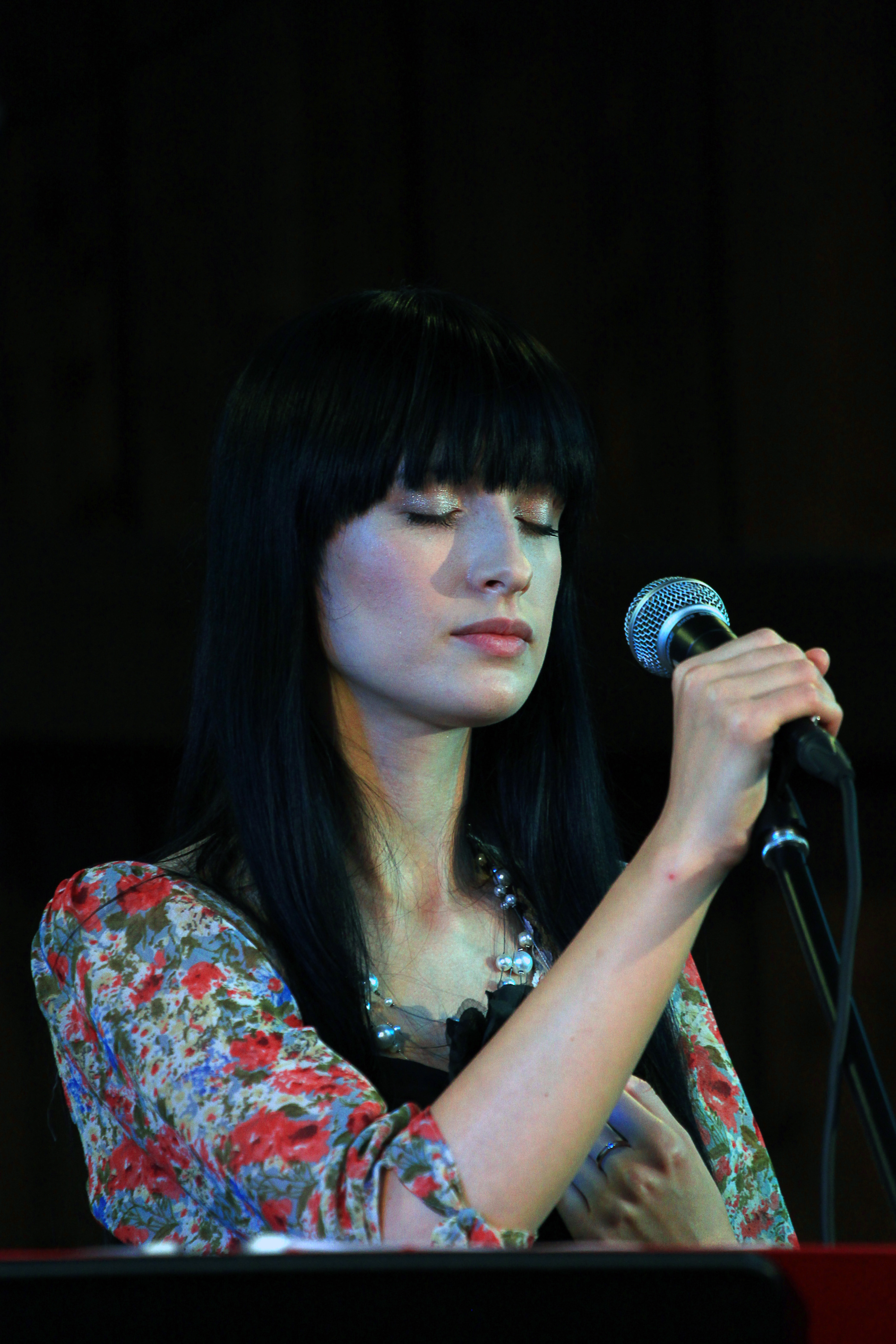
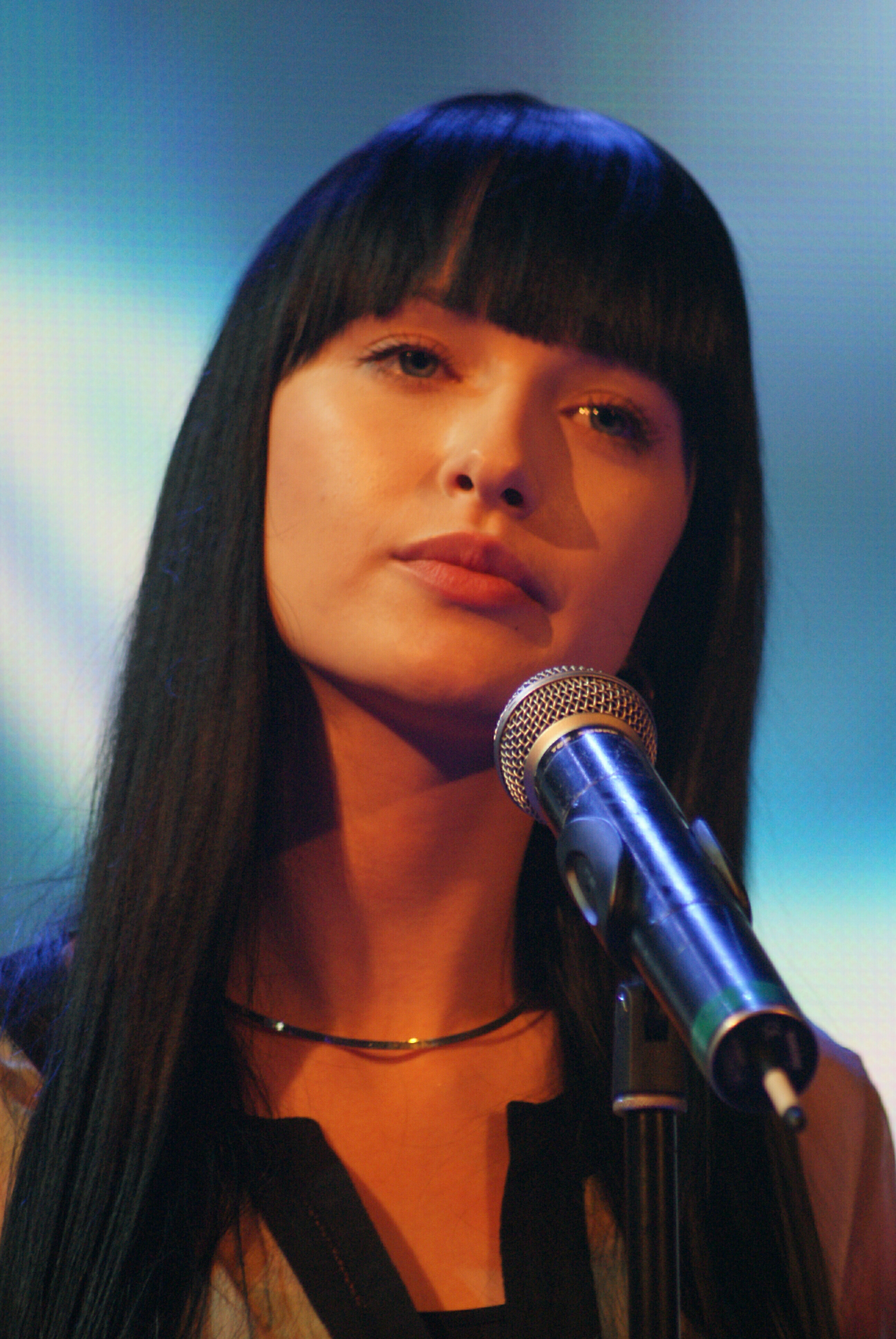
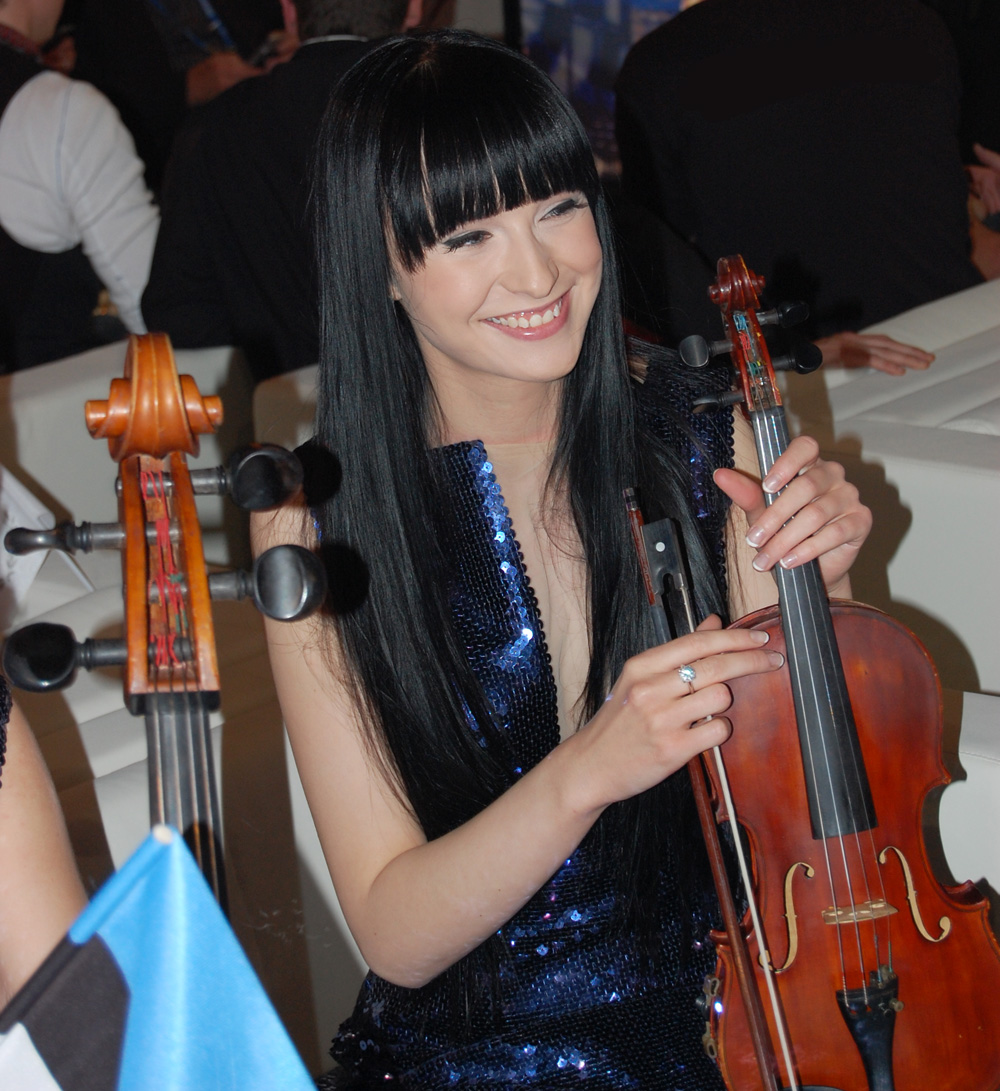